# Chinia junlianensis
Chinia junlianensis är en tvåvingeart som beskrevs av Charles William Leng 1987. Chinia junlianensis ingår i släktet Chinia och familjen fjärilsmyggor. Inga underarter finns listade i Catalogue of Life.